# Julija Chitraja
Julija Chitraja, född 11 september 1989, är en vitrysk simmare.
Chitraja tävlade för Vitryssland vid olympiska sommarspelen 2012 i London, där Vitrysslands lag blev utslagna i försöksheatet på 4 x 100 meter frisim. Vid olympiska sommarspelen 2016 i Rio de Janeiro blev Chitraja utslagen i försöksheatet på 50 meter frisim.